# Luang Prabang

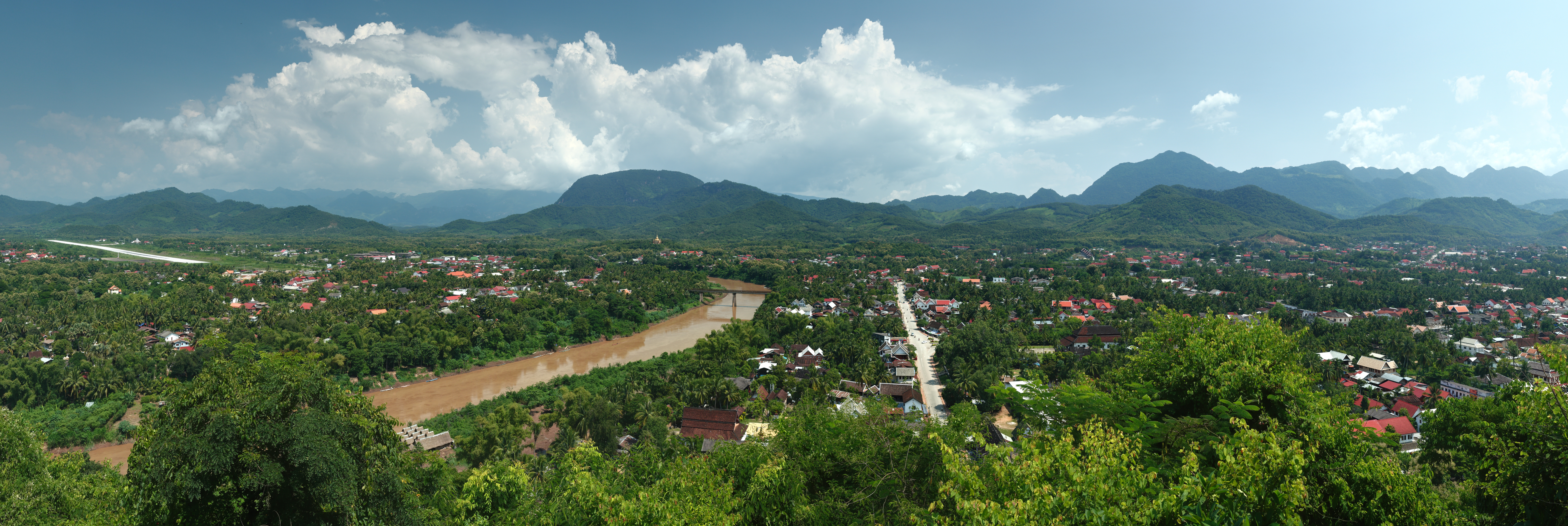
Luang Prabang

Luang Prabang, sau Louangphrabang (în laoțiană: ຫຼວງພຣະບາງ, pronunție: [lǔaŋ pʰa.bàːŋ]) este capitala provinciei Luang Prabang din partea central-nordică a statului Laos. Orașul se află la confluența râurilor Nam Khan și Mekong, la aproximativ 300 de kilometri nord de capitala statului, Vientiane. Populația orașului este de aproximativ 50.000. 

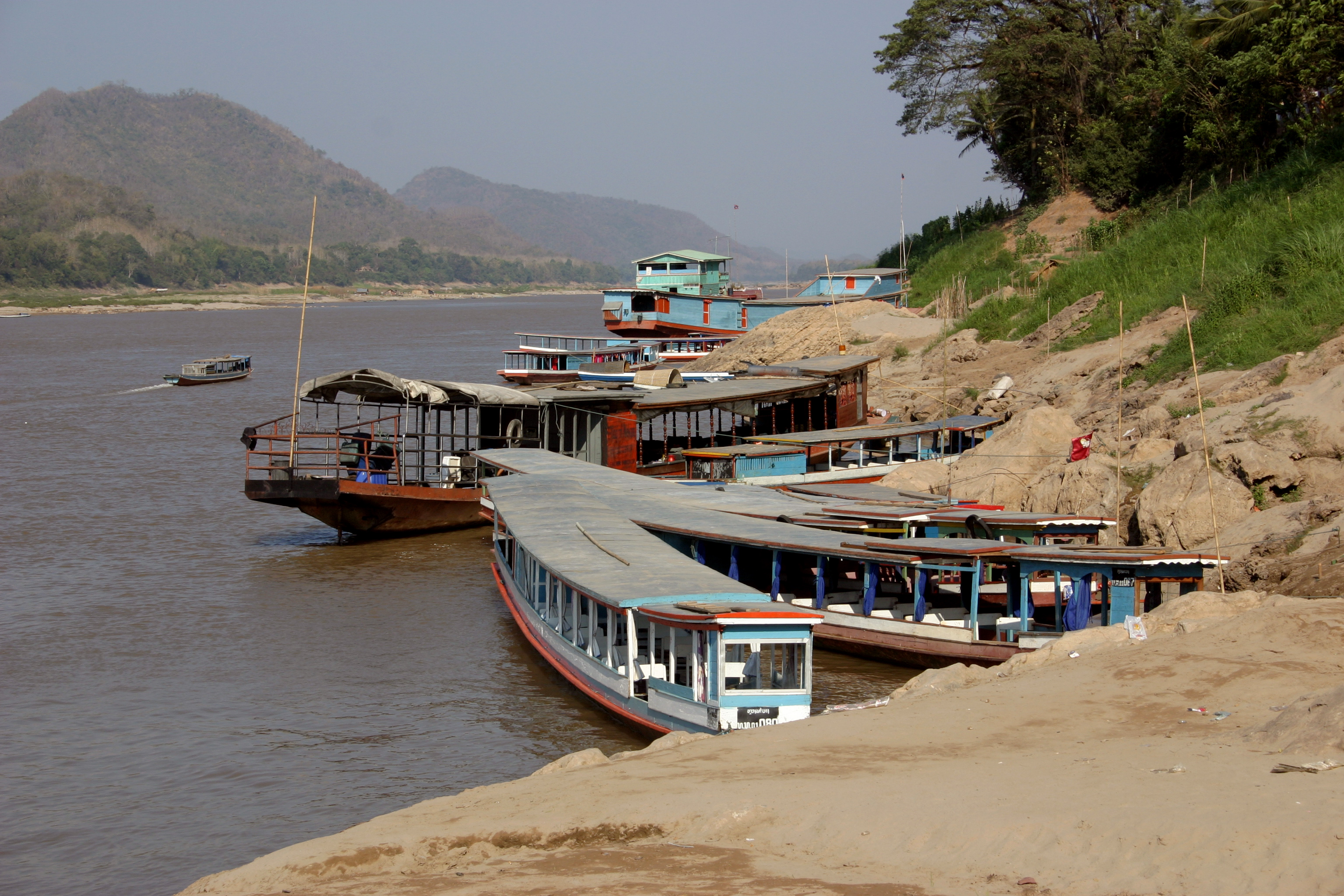
Mekong
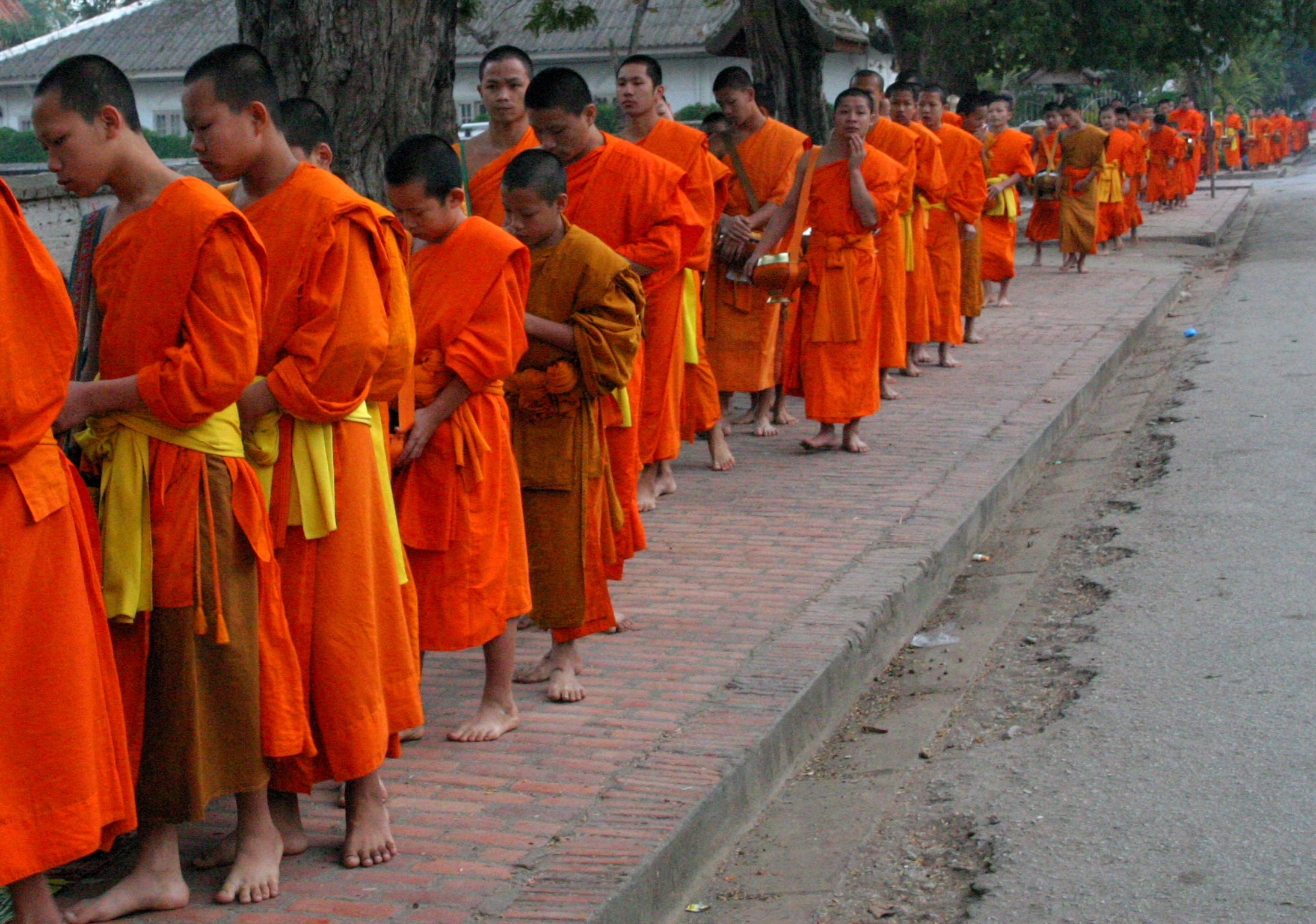
Monges
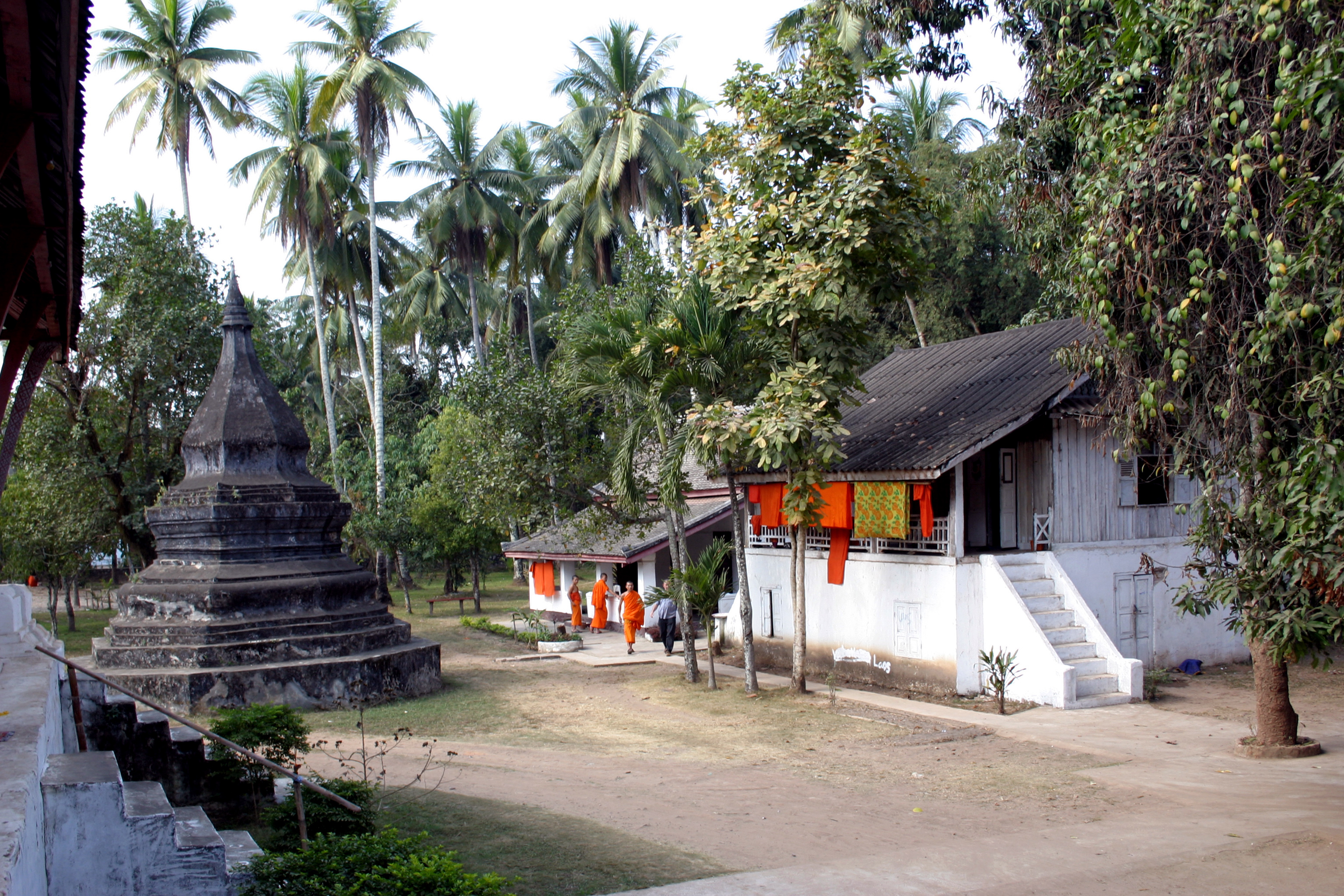
Wat Aham
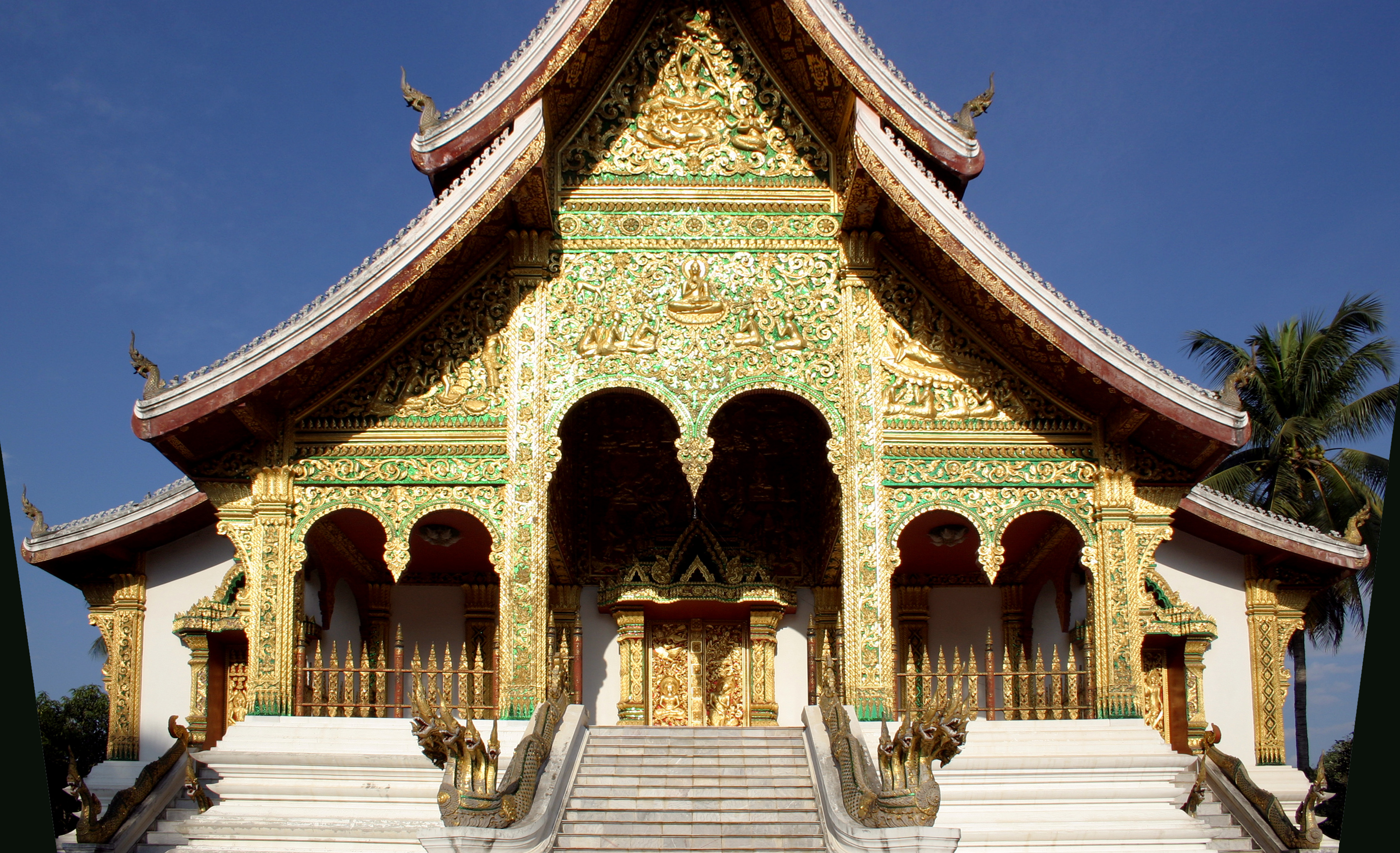
Wat Ho Pha Bang
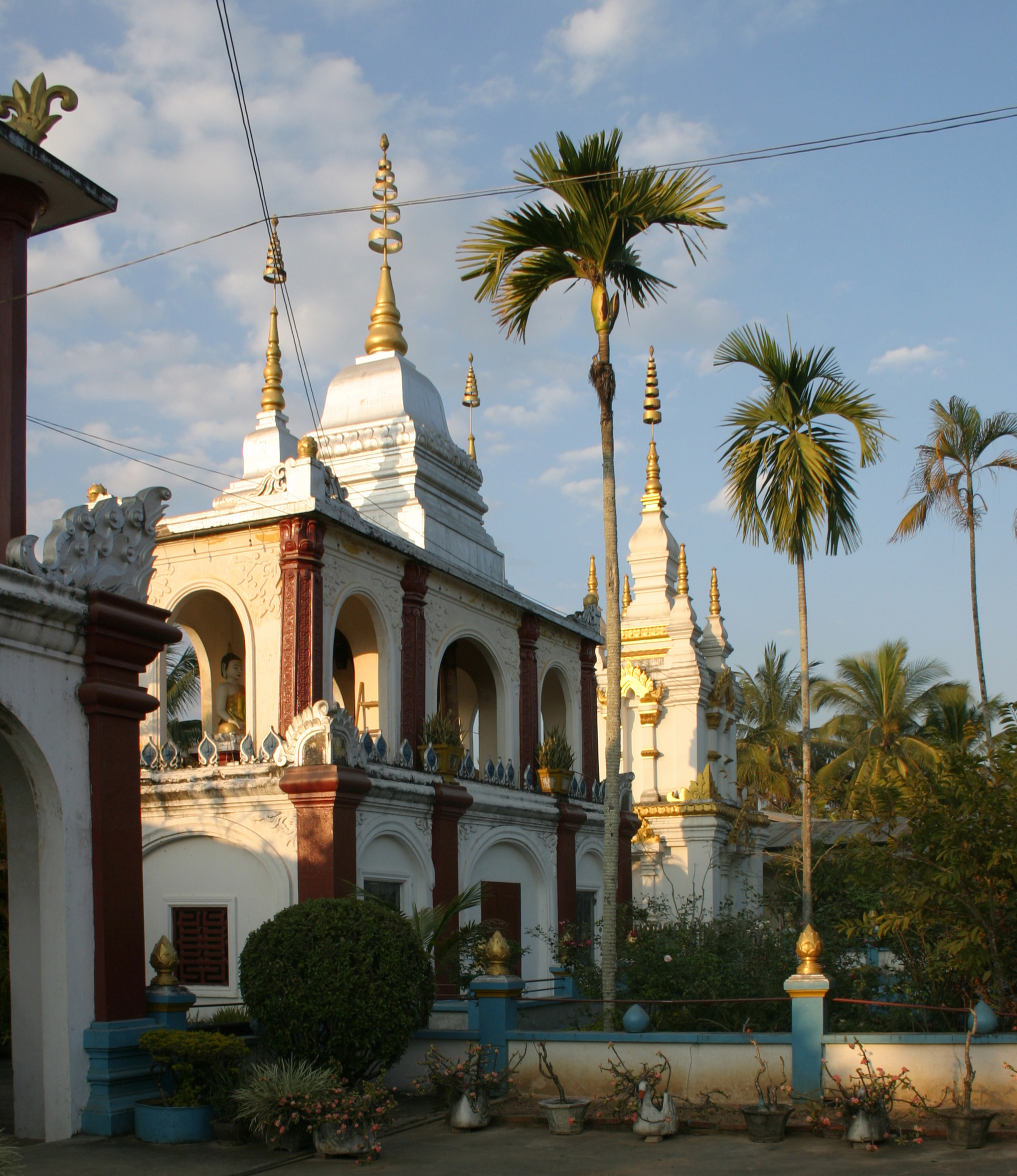
Wat Phabat Tai
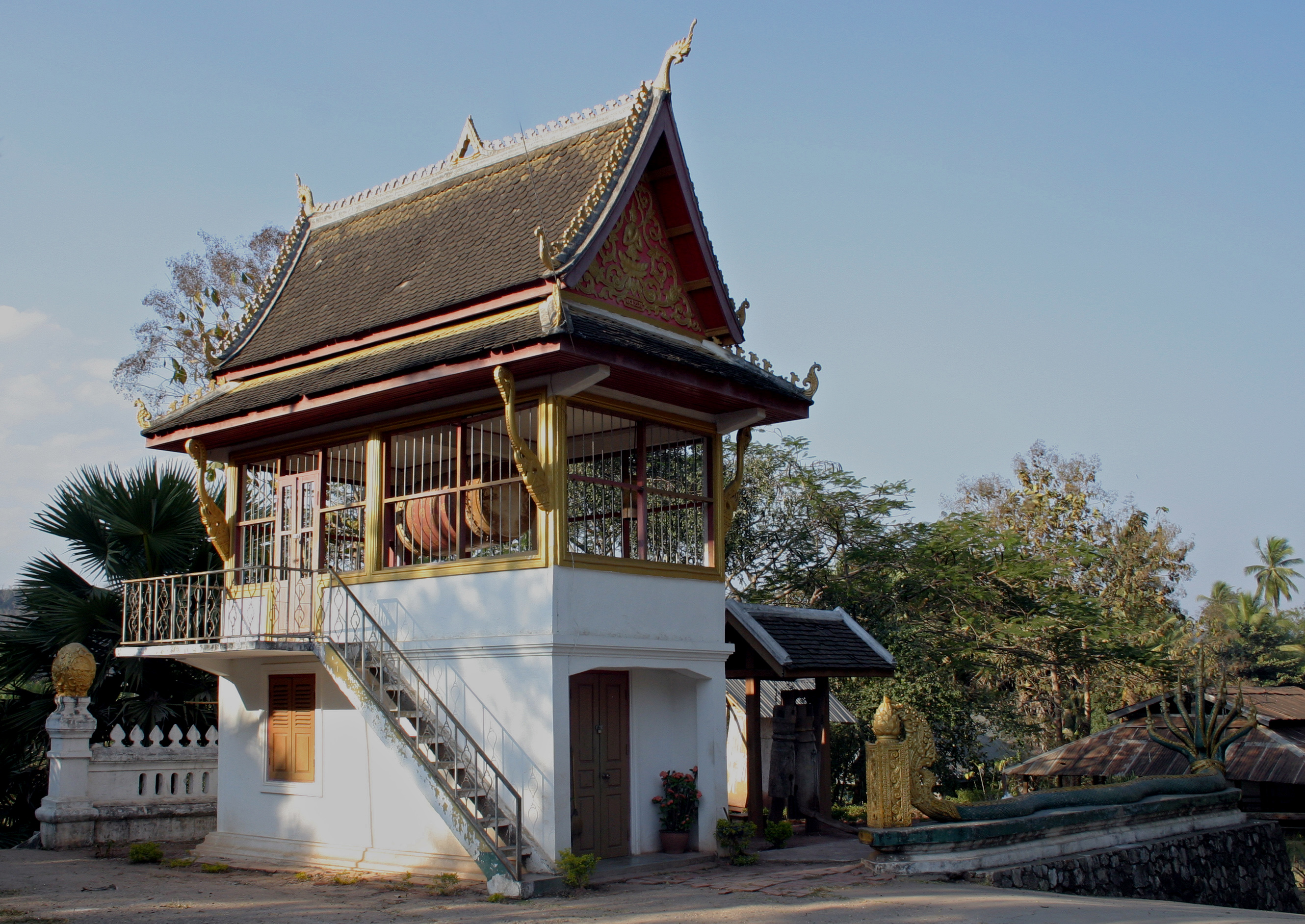
Wat That Luang
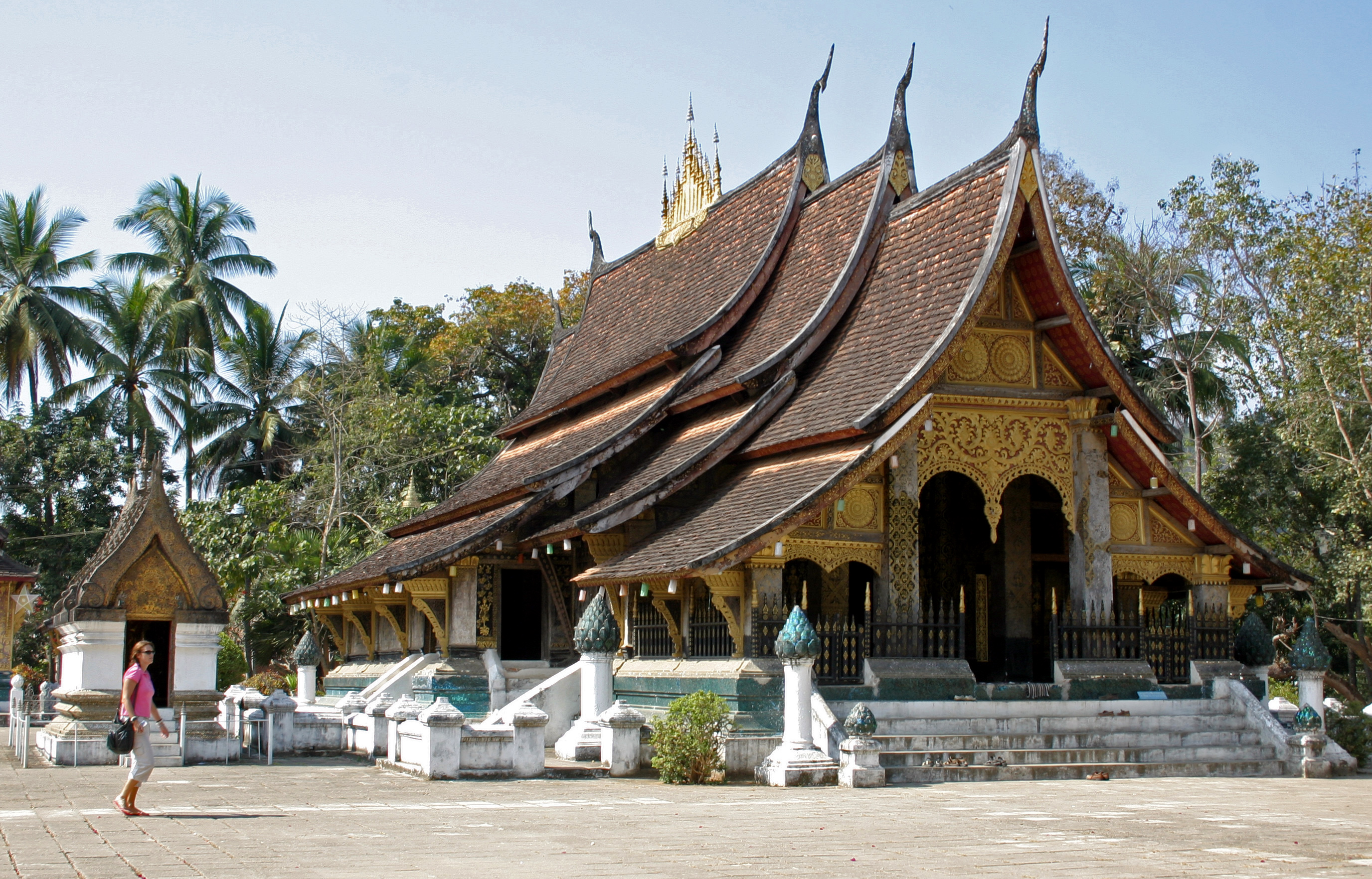
Wat Xieng Thong
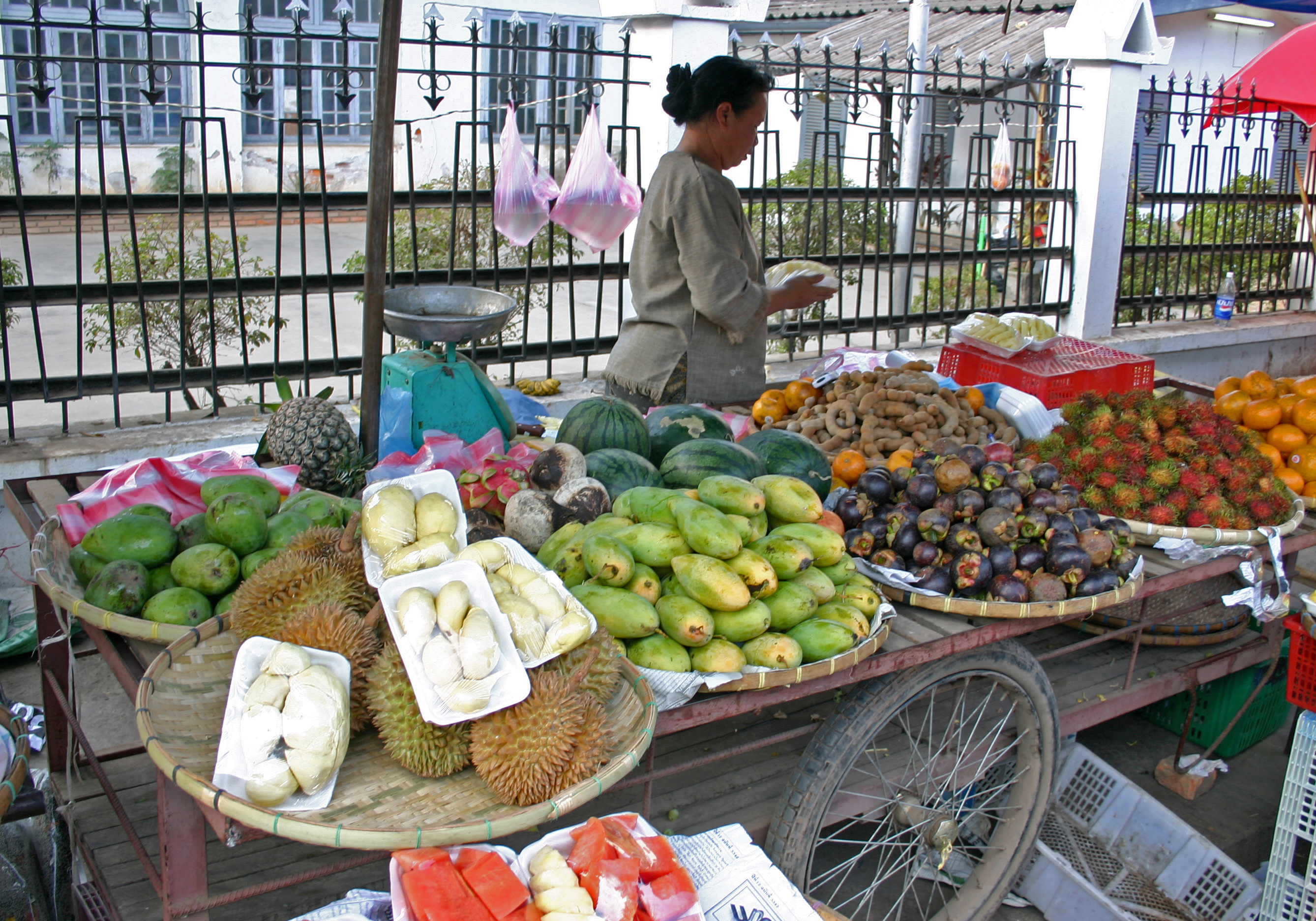
Mercado